# Nefaarudž II.
Nefaarudž II. nebo též Neferites II. byl posledním faraonem slabé a krátké 29. dynastie, předposlední rodné dynastie starověkého Egypta.

## Krátká vláda
Nepherites II. se stal Egyptským faraónem v roce 380 př. n. l. po smrti svého otce Hakora a byl sesazen a pravděpodobně zabit rebelským princem Nachtnebefem z Cebneceretu po vládě dlouhé pouze 4 měsíce roku 380 př. n. l.
Již král Hakor musel čelit ke konci své vlády častým nepokojům, kterých se pravděpodobně účastnil Nachtnebef. Faraon Nechtnebef, který založil 30. dynastii poté, co svrhl Nefaarudže II., vládl až do své smrti do roku 360 př. n. l.